# 尤里卡 (密蘇里州)
尤里卡（英語：Eureka）是位於美國密蘇里州聖路易斯縣的城市。

## 人口
根據2020年美國人口普查的數據，尤里卡的面積為29.06平方千米，當中陸地面積為28.62平方千米，而水域面積為0.44平方千米。當地共有人口11646人，而人口密度為每平方千米401人。